# Centre d'interrogació de Témara
El Centre d'interrogació de Témara, també conegut com a centre secret de detenció de Témara (àrab: معتقل تمارة السري, muʿtaqal Tamāra as-sirrī) és una presó secreta per detencions extrajudicials del Marroc que es troba dins d'una zona boscosa a uns 15 quilòmetres de Rabat, Marroc. És dirigit per la Direcció General de Vigilància del Territori (DST), l'agència d'intel·ligència interna marroquina implicada en el passat i pressent de violacions de drets humans, on continua arrestant, detenint i interrogant persones sospitoses de participar en activitats relacionades amb el terrorisme fora del marc legal marroquí.

## Història
El primer detingut conegut fou Mohammed Mossadegh Benkhadra en 1985 i va passar vuit anys en detenció preventiva i sense judici. I quan fou alliberat més tard en 1993, va escriure el llibre "Tazmara 234", contracció de les paraules Témara i Tazmamart una altra presó popular i signe d'abús continu dels anys de plom fins a l'actualitat. Més recentment, Zakaria Moumni va afirmar que hi havia estat torturat quan va ser detingut el 2010.

## Centre de detenció il·legal de la CIA

Els anomenades vols il·legals "extraordinaris" de la CIA, segons ha informat Rzeczpospolita

Associated Press va informar en agost de 2010 que, segons diversos funcionaris estatunidencs, el govern dels Estats Units posseeix enregistraments d'àudio i vídeo de Ramzi Binalshibh, acusat de participar en atemptats de l'11 de setembre de 2001, quan era interrogat en una presó secreta. Els funcionaris dels Estats Units van dir a AP que la presó estava dirigida pels marroquins, però en gran part finançada per la CIA, i que a finals de 2002 van lliurar als marroquins la custòdia de Binalshibh i el van mantenir allà durant cinc mesos. El govern del Marroc mai ha reconegut l'existència de la instal·lació, tot i les acusacions del detingut a Guantánamo i alliberat Binyam Mohamed El centre d'interrogatoris de Temara i altres que la CIA té al Marroc com a llocs de detenció secreta han estat usats durant el període posterior a l'11 de setembre del 2001.

## Tortura dels detinguts
Els membres de la DST no es consideren part de la policia judicial i, com a tal, no poden aturar i detenir sospitosos. Freqüentment s'ha informat de mètodes de tortura que inclouen pallisses, la suspensió del cos en postures forçades, i amenaces de violació o abús sexual de dones familiars dels detinguts. Altres mètodes informats inclouen violació per inserció forçada d'objectes com ara ampolles a l'anus, privació de la son, cremades amb cigarrets, i la aplicació d'elèctrodes pel cos. Diverses organitzacions no governamentals com Amnistia Internacional i Human Rights Watch han denunciat els informes de tortura a les instal·lacions.